# Rapide Intensivierung

Rapide Intensivierung des Taifuns Maria

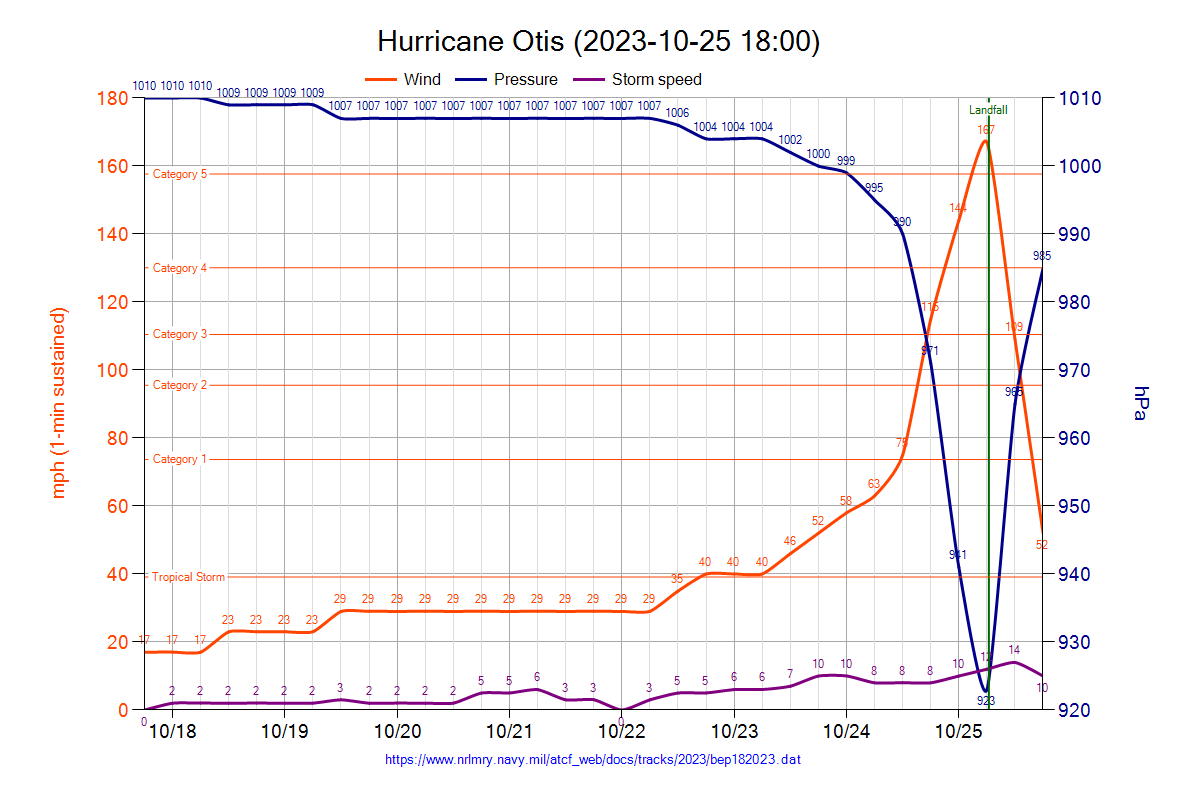
Unerwartete rapide Zunahme der Windgeschwindigkeit von Hurrikan Otis

Rapide Intensivierung (oft als RI abgekürzt) bezeichnet in der Meteorologie das Phänomen, dass sich tropische Wirbelstürme wie Hurrikane binnen kurzer Zeit deutlich verstärken. Das National Hurricane Center definiert rapide Intensivierung als Zunahme der anhaltenden Windgeschwindigkeit binnen 24 Stunden um mindestens 30 Knoten (ca. 55 km/h).
Rapide Intensivierung ist schwierig zu prognostizieren und hängt sowohl von internen Faktoren im Sturm als auch von externen Einflüssen ab. Begünstigend wirken sich u. a. warme Meeresoberflächentemperaturen, hoher Wärmeinhalt der Ozeane, geringe Windscherung und nur schwache Einflüsse von einem Höhentrog oder kalten Tief aus.
Die rapide Intensivierung kommt vor allem bei starken Stürmen der Kategorien 3 bis 5 vor. Wissenschaftler beobachten eine Zunahme von sich rapide intensivierenden Stürmen und machen als begünstigenden Faktor hierfür insbesondere wärmere Wassertemperaturen verantwortlich. Während die Wahrscheinlichkeit für eine rapide Intensivierung Anfang der 1980er Jahre im Atlantik noch bei etwa 1:100 lag, war sie bis Anfang der 2010er Jahre auf etwa 1:20 angestiegen und wird von Hurrikanforschern für die späten 2010er Jahre als noch größer eingeschätzt. Als Ursache für diesen Trend gilt die Globale Erwärmung.
In der Atlantischen Hurrikansaison 2020 machten bis Mitte November gleich zehn Stürme eine rapide Intensivierung durch, darunter besonders viele späte Stürme, was als sehr außergewöhnlich gilt. Bis Ende August 2023 gab es 10 Hurrikans seit 1950, die sich in den 24 Stunden vor dem Landfall um 40 Meilen pro Stunde oder mehr intensiviert haben. Fünf davon (Harvey, Michael, Laura, Ida und Idalia) traten zwischen 2017 und 2023 auf. Eine Rekordzahl von sieben Phasen rapider Intensivierung stellte der Zyklon Freddy im Frühjahr 2023 auf.
Rapide Intensivierung stellt gerade in Küstennähe eine große Gefahr dar, da sie dazu führen kann, dass Küstenbewohner im Gefahrenbereich unerwartet mit einem viel stärkeren Sturm konfrontiert sind als prognostiziert. Ein Beispiel für eine solch fatale rapide Intensivierung war die des pazifischen Hurrikans Otis (2023), die explosiv verlief: mit 115 mph Intensivierung binnen 24 Stunden überstieg sie das Mindestkriterium für rapide Intensivierung von 35 mph in 24 Stunden um mehr als das Dreifache, was extrem unüblich ist. Dadurch verstärkte sich Otis binnen kurzer Zeit und unerwartet vom Tropensturm zum Kategorie-5-Hurrikan und traf als solcher auf den weitgehend unvorbereiteten Ballungsraum Acapulco, wo er katastrophale Schäden verursachte.